# Pinumius nebulicola
Pinumius nebulicola är en insektsart som beskrevs av Alexander Fyodorovich Emeljanov 1972. Pinumius nebulicola ingår i släktet Pinumius och familjen dvärgstritar. Inga underarter finns listade i Catalogue of Life.